# Corchorus siliquosus
Corchorus siliquosus är en malvaväxtart som beskrevs av Carl von Linné. Corchorus siliquosus ingår i släktet Corchorus och familjen malvaväxter. Inga underarter finns listade i Catalogue of Life.